# Cissa
Cissa este un gen de păsări paseriforme din familia Corvidae, care trăiesc în pădurile din Asia de sud-est tropicală și subtropicală și în regiunile adiacente. Cele patru specii sunt destul de asemănătoare, cu cioc roșu aprins, penaj în principal verde, mască neagră și aripi ruginii. Sunt carnivore și se hrănesc în principal cu artropode și vertebrate mici. Genul a fost introdus de zoologul german Friedrich Boie în 1826, specia tip fiind Cissa chinensis. Numele Cissa provine din greaca veche kissa, care înseamnă „gaiță” sau „coțofană”.

## Specii
Genul conține patru specii:
- Cissa chinensis
- Cissa hypoleuca
- Cissa thalassina
- Cissa jefferyi

## Galerie

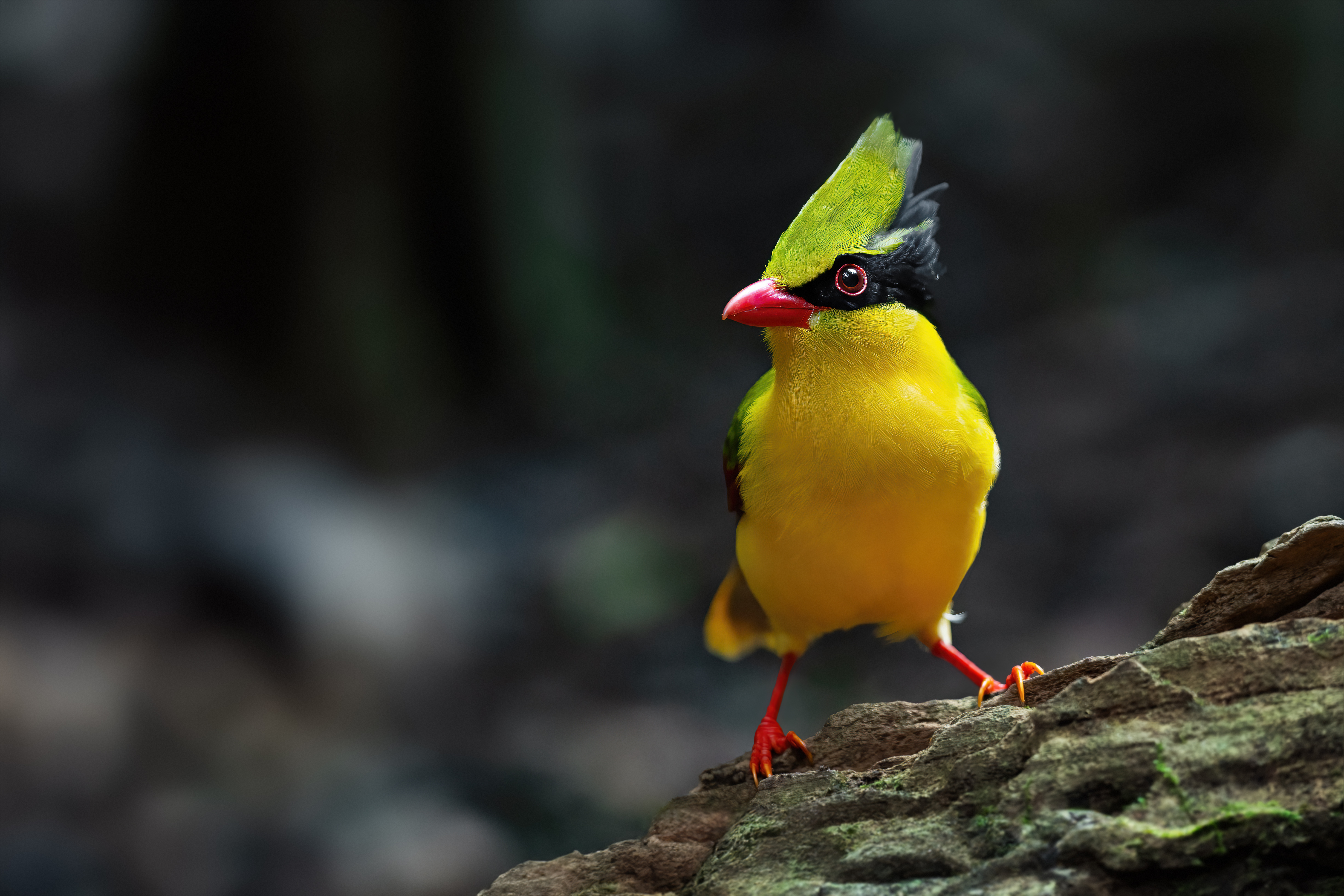
Cissa hypoleuca
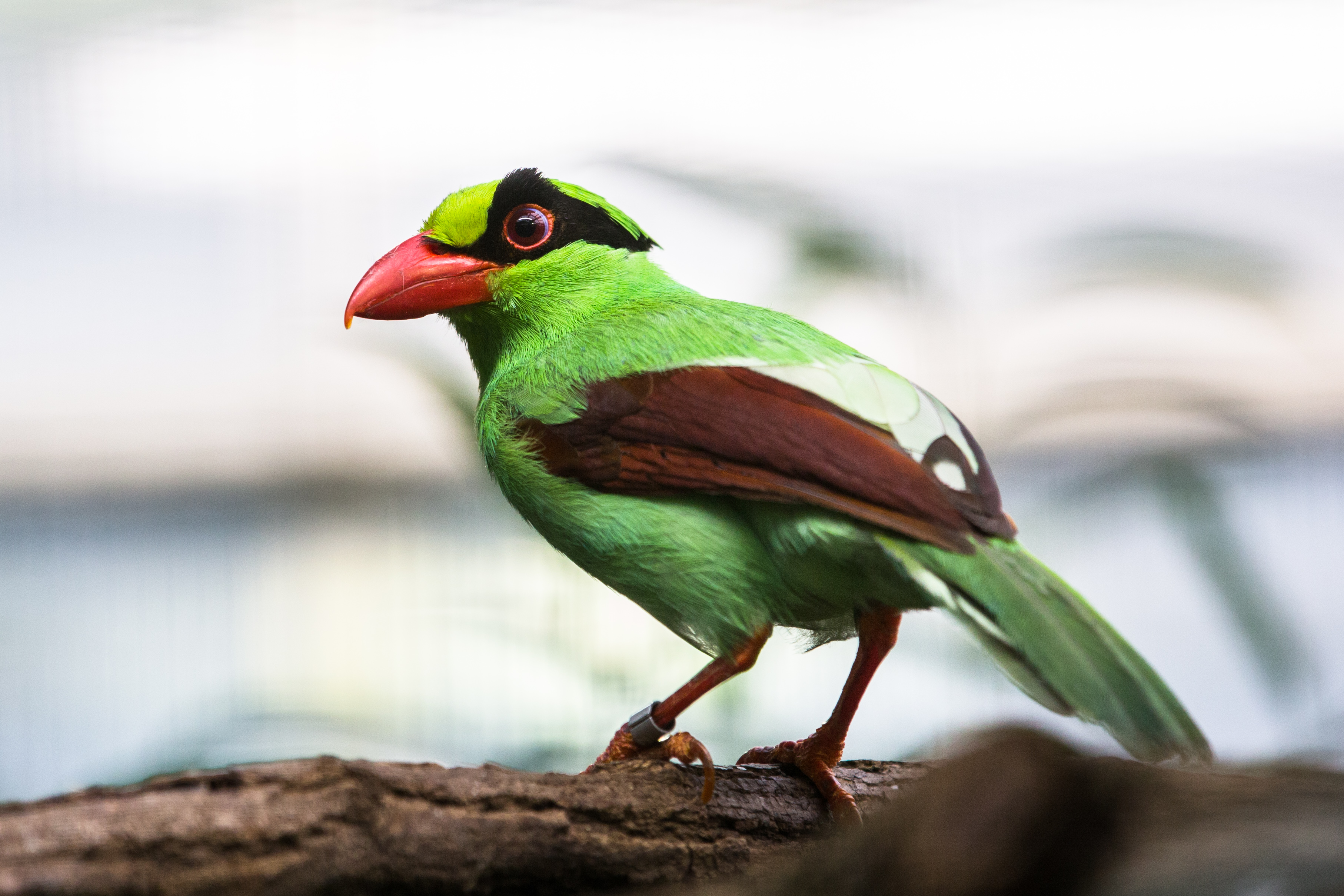
Cissa thalassina
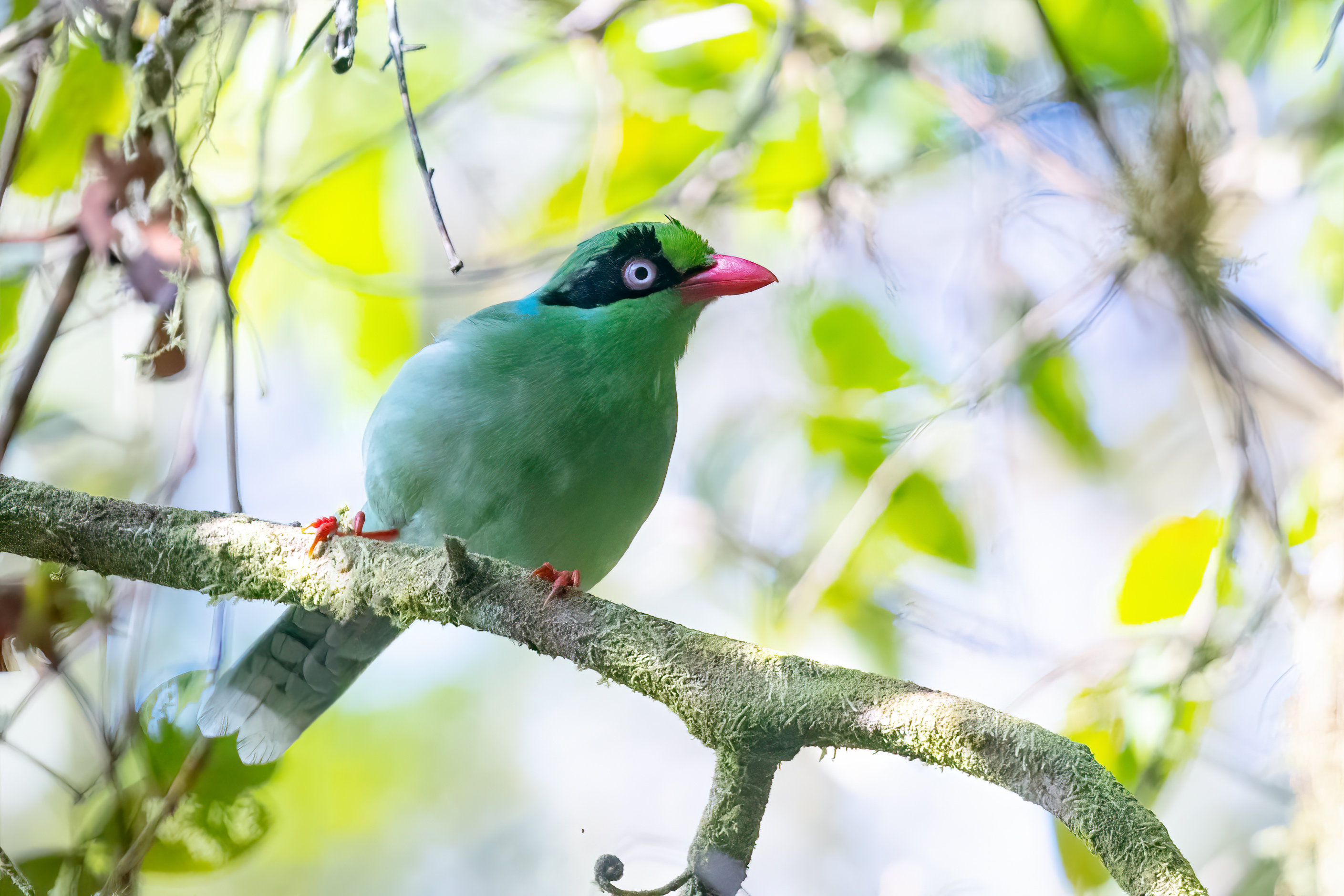
Cissa jefferyi